# Podróż apostolska Benedykta XVI do Portugalii
W dniach od 11 maja do 14 maja 2010 odbyła się podróż apostolska Benedykta XVI do Portugalii. W czasie czterodniowej wizyty papież odwiedził: Lizbonę, Fatimę i Porto. Pielgrzymka apostolska jest związana z przypadającą 13 maja rocznicą pierwszego objawienia Matki Bożej w Fatimie w 1917.

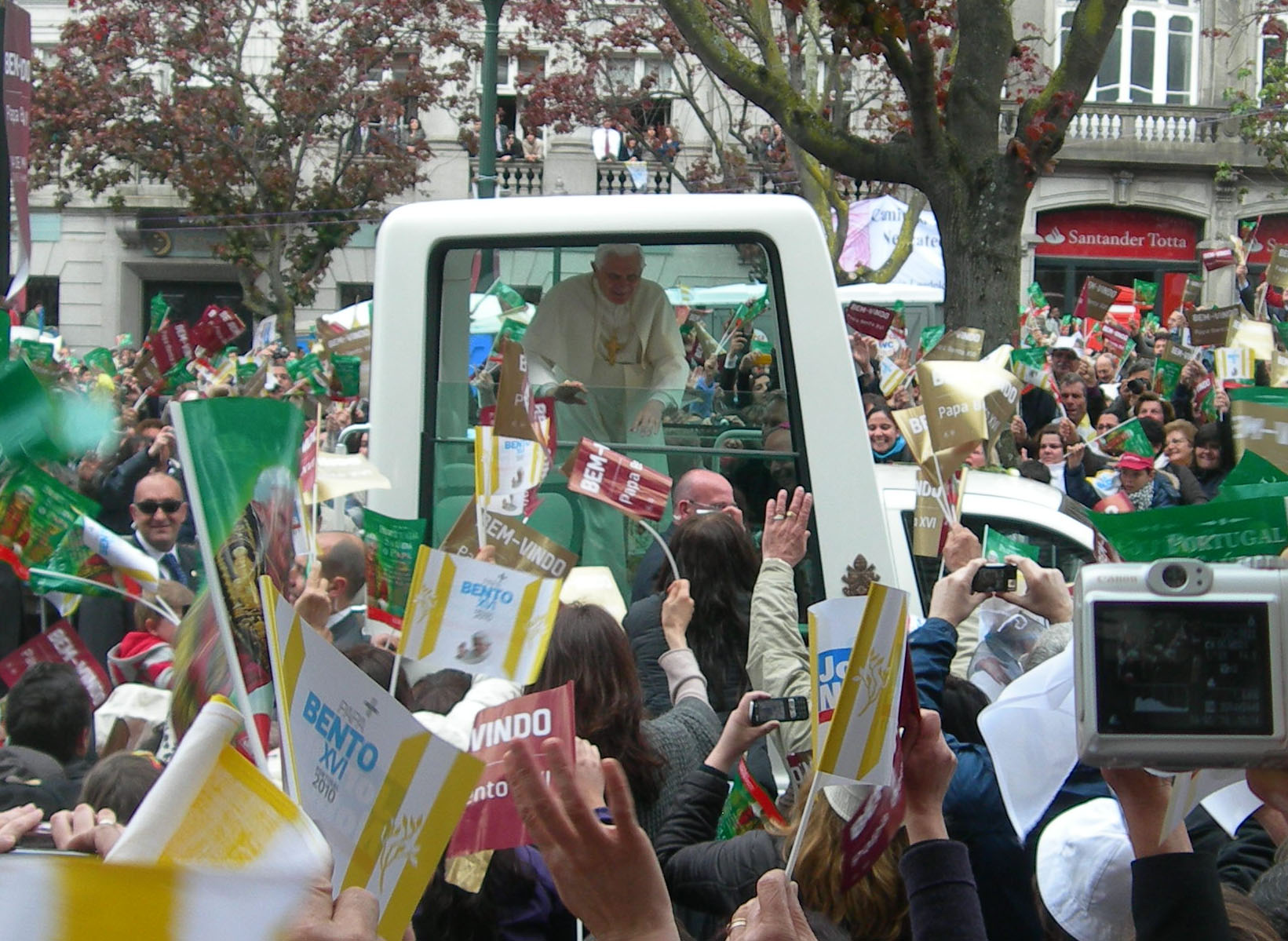
Papież w Portugalii

## Plan wizyty Benedykta XVI w Portugalii

### 11 maja
Lizbona
- 11.00 Przylot na lotnisko Portela.
- 12.45 Ceremonia powitalna w klasztorze Hieronimitów.
- 13.30 Kurtuazyjna wizyta u prezydenta Portugalii, Aníbal Cavaco Silva w Pałacu Belém.
- 18.15 Eucharystia, Pałac Terreiro.

### 12 maja
Lizbona
- 10.00 Spotkanie ze światem kultury w Centro Cultural de Belem.
- 12.00 Spotkanie z premierem w Nuncjaturze Apostolskiej.
- 16.40 Odlot helikopterem do Fatimy.

Fatima
- 17.30  Przyjazd do Kaplicy Objawień.
- 18.00  Nieszpory z kapłanami, zakonnicami, seminarzystami i diakonami w kościele Świętej Trójcy
- 21.30  Różaniec i Procesja Fatimska ze świecami. Eucharystia pod przewodnictwem kardynała Tarcisio Bertone, sekretarza stanu Stolicy Apostolskiej.

### 13 maja
Fatima
- 10.00  Eucharystia dla pielgrzymów przybywających do Fatimy w rocznicę objawień.
- 13.00  Obiad z biskupami Portugalii.
- 17.00  Spotkanie z członkami organizacji duszpasterskich i socjalnych w kościele Świętej Trójcy.
- 18.45  Spotkanie z biskupami Portugalii, Casa de Nossa Senhora Carmo.

### 14 maja
Fatima
- 8:00  Wizyta w Domu Matki Bożej z Góry Karmel.

Porto
- 9.30  Przybycie na lądowisko dla helikopterów w Serra do Pilar, w Gaia.
- 10.15  Eucharystia na Avenida dos Aliados (Aleja Sprzymierzonych).
- 13.30  Uroczystość pożegnania na lotnisku w Porto.
- 14.00  Planowany odlot do Rzymu.